# Józef Krzyczkowski (1901–1989)

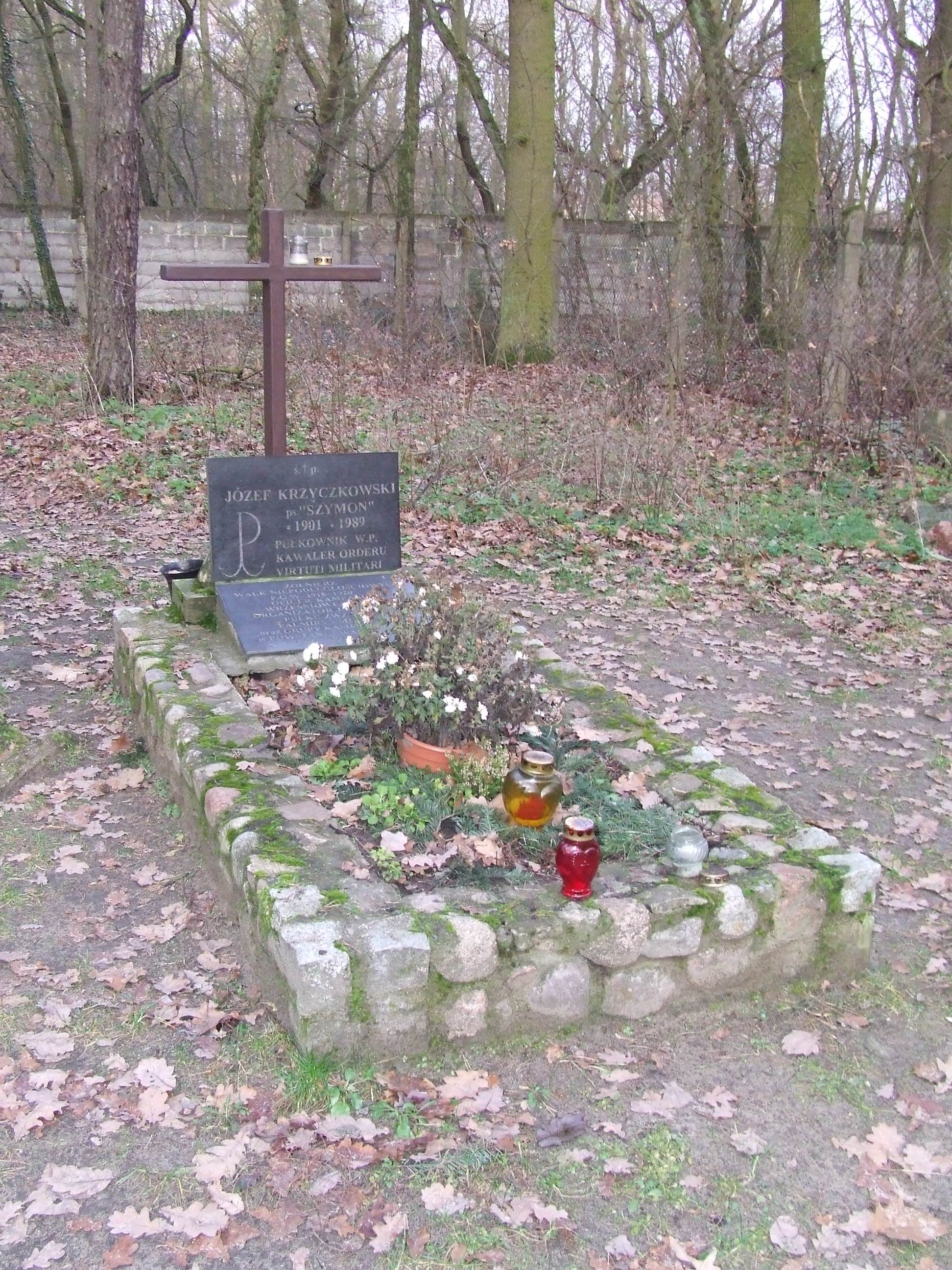
Grób Józefa Krzyczkowskiego na cmentarzu leśnym w Laskach

Józef Stanisław Krzyczkowski, ps. Szymon (ur. 23 grudnia 1901 w Zamościu, zm. 8 sierpnia 1989) – pułkownik Wojska Polskiego, uczestnik powstania warszawskiego.

## Życiorys
Urodził się w rodzinie Henryka i Zofii z Sobierańskich. Uczęszczał do szkoły realnej w Lublinie. Ukończył szkołę realną we Lwowie i Wyższą Szkołę Handlową w Warszawie (1926). W latach 1917–1918 należał do Polskiej Organizacji Wojskowej w Lublinie. W latach 1918–1922 służył ochotniczo w szeregach odrodzonego Wojska Polskiego. Uczestniczył w wojnie polsko-bolszewickiej. W 1934 był podporucznikiem rezerwy 32 pułku piechoty. 
Po ukończeniu studiów pracował w Centralnym Związku Kółek Rolniczych. Od 1934 był dyrektorem Biura Personalnego Zarządu Miejskiego w Warszawie. Od marca 1936 pełnił funkcję dyrektora gabinetu w Ministerstwie Rolnictwa.
Tydzień po rozpoczęciu niemieckiej inwazji na Polskę został ewakuowany z Warszawy (7 września 1939). Później przedostał się do Rumunii, a następnie na Węgry, gdzie spędził kilka miesięcy w więzieniu. Do Polski powrócił w 1941 przez zieloną granicę trasą kurierską „Las” (stworzoną przez kuriera Stefana Grzyba ps. „Adam”, a przeprowadzony przez Kazimierza Sołtysika ps. „Kazek” – późniejszych żołnierzy Grupy Kampinos). Następnie włączył się w działalność konspiracyjną. Był kolejno żołnierzem Związku Walki Zbrojnej i Armii Krajowej. Od września 1941 dowodził VIII Rejonem VII Obwodu AK Okręgu Warszawskiego. W 1942 roku otrzymał awans do stopnia kapitana. W powstaniu warszawskim dowodził grupą „Kampinos”, był ciężko ranny w ataku na lotnisko bielańskie. Po upadku powstania nadal uczestniczył w pracy konspiracyjnej, awansując w 1945 roku na majora.  
Po wojnie był związany z Lewicą PSL, następnie pracował w Ludowej Spółdzielni Wydawniczej i Wydawnictwie „Prasa ZSL”. W 1968 został awansowany na podpułkownika WP.
Zmarł 8 sierpnia 1989, został pochowany na cmentarzu leśnym w Laskach pod Warszawą.

## Ordery i odznaczenia
- Krzyż Srebrny Orderu Virtuti Militari[9]
- Warszawski Krzyż Powstańczy[10]

- Medal Niepodległości (25 stycznia 1933)[11]
- Medal Pamiątkowy za Wojnę 1918–1921[4]